# Regencia de Urgel

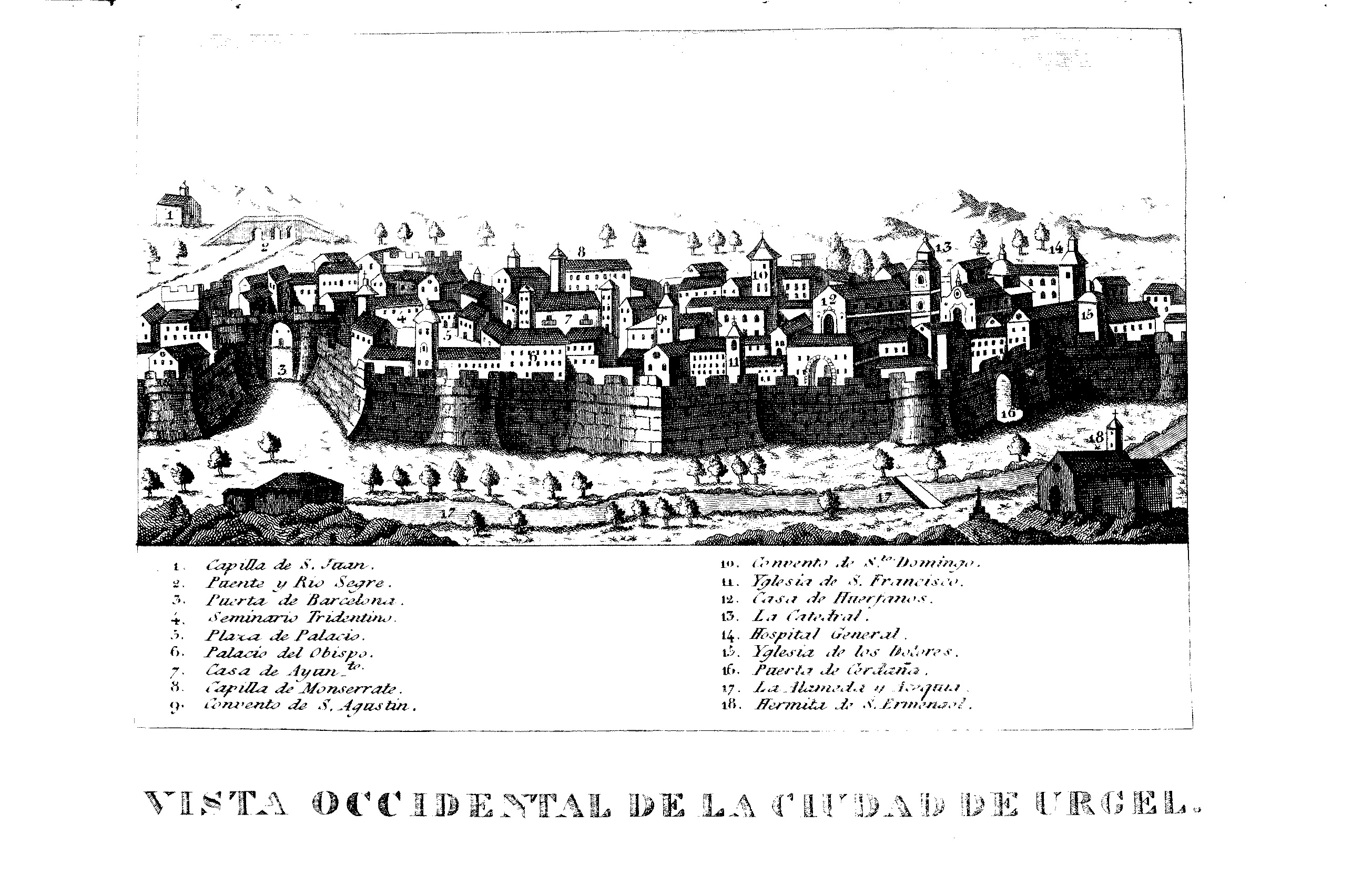
Grabado de la Seo de Urgel amurallada de 1847.

La Regencia de Urgel fue un órgano de gobierno interino creado por los absolutistas españoles el 15 de agosto de 1822 durante el Trienio Liberal con sede en la población catalana de Seo de Urgel, fortaleza tomada por las partidas realistas mes y medio antes. La constitución de la Regencia fue uno de los hitos principales de la guerra civil de 1822-1823 provocada por el levantamiento de los realistas, que rechazaban el régimen constitucional surgido de la Revolución española de 1820 y que querían restaurar la monarquía absoluta. La presidió el marqués de Mataflorida, hombre de confianza del rey Fernando VII, quien aprobó la idea de formar un gobierno absolutista en una zona «liberada» (que no estuviera bajo el control del gobierno liberal exaltado liderado por Evaristo San Miguel). La ofensiva del ejército constitucionalista del otoño-invierno de 1822-1823 encabezado por Francisco Espoz y Mina obligó a los realistas a cruzar la frontera francesa y con ellos también se marchó la Regencia que quedó disuelta. 

## Antecedentes
A partir de la primavera de 1822 el levantamiento realista organizado desde el exilio absolutista, y que contó con una tupida red contrarrevolucionaria en el interior (en cuya cúspide se situaría el rey Fernando VII), se extendió de tal manera que «durante el verano y el otoño en Cataluña, País Vasco y Navarra se vivió una verdadera guerra civil en la que era imposible quedar al margen, y de la que salió muy mal parada la población civil de uno y otro bando: represalias, requisas, contribuciones de guerra, saqueos, etc.». Los realistas llegaron a formar un ejército que contó entre 25 000 y 30 000 hombres.
El hecho decisivo que inició la guerra civil (o le dio el impulso definitivo) fue la toma por los jefes de las partidas realistas Juan Romagosa y El Trapense, al mando de una tropa de dos mil hombres, de la fortaleza de la Seo de Urgel el 21 de junio. Al día siguiente se estableció allí la Junta Superior Provisional de Cataluña, que se esforzó por crear un ejército regular y establecer una administración en las zonas del interior de Cataluña ocupadas por los realistas.

## La constitución de la Regencia

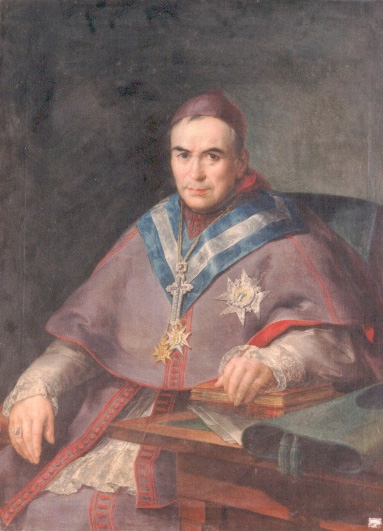
Jaime Creus, arzobispo de Tarragona, uno de los tres miembros de la Regencia de Urgel.

El 15 de agosto de 1822, mes y medio después de la toma de la Seo de Urgel por los realistas, se instaló allí la que sería conocida como la Regencia de Urgel, «establecida a solicitud de los pueblos» y «deseosa de libertar a la Nación y a su Rey del cruel estado en que se encuentran». La idea de establecer una Regencia había sido defendida por el absolutista marqués de Mataflorida —de hecho en junio había recibido poderes del rey para establecerla— y además era una de las exigencias del gobierno francés de Luis XVIII para prestar apoyo a los realistas españoles. 
La Regencia quedó formada por el propio Mataflorida, el barón de Eroles, y Jaime Creus, arzobispo de Tarragona, asesorados por un pequeño gobierno formado por Antonio Gispert responsable de Estado, Fernando de Ortafà en Guerra y Domingo María Barrafón, responsable del resto de secretarías del Despacho. La Regencia comenzó a editar el periódico Diario de Urgel.
La creación de la Regencia se «justificaba» por la idea defendida por los realistas de que el rey estaba «cautivo», «secuestrado» por los liberales, de la misma forma que lo había estado por Napoleón durante la guerra de la Independencia. De hecho la primera proclama de la Regencia comenzaba diciendo que se había constituido «para gobernar [a España] durante el cautiverio de S.M.C. [Su Majestad Católica] el señor don Fernando VII». Otro de los argumentos utilizados era el escaso apoyo popular que tenía el régimen constitucional. Así aparecía en el Manifiesto que los amantes de la Monarquía hacen a la Nación Española, a las demás potencias y a los Soberanos del marqués de Mataflorida que circuló por toda Europa: «El pueblo inmóvil y espantado no tomó parte en tal traición [la revolución] que siempre reprobó con indignación silenciosa comprimida por la fuerza». El Manifiesto está considerado como una de las referencias teóricas fundamentales de la contrarrevolución del Trienio y su contenido enlaza con el Manifiesto de los Persas de 1814, cuya redacción también se atribuye al marqués de Mataflorida. En el Manifiesto se decía que aunque Napoleón fue derrotado en la península en 1814 «las máximas de irreligión y de desorden quedaron sembradas en los pueblos» y «sin Religión; sin Rey, y sin costumbres jamás han podido vivir en paz los hombres». También se decía que Fernando VII había jurado la Constitución de 1812 porque «se vio obligado en la dura precisión de ceder a sus enemigos para salvar su real persona», y lo mismo había sucedido cuando se había visto obligado a sancionar la ley de reforma del clero regular. Y sobre los liberales decía que «los mismos que os han dado esta constitución y la celebran, en nada la cumplen». El Manifiesto acababa haciendo un llamamiento a las potencias europeas para que intervinieran en España y restauraran el absolutismo.
A partir de la constitución de la Regencia de Urgel, que «dotó a la contrarrevolución de una dirección centralizada y de una cierta coherencia ideológica», los realistas consolidaron su dominio sobre amplias zonas del nordeste y del norte de España estableciendo sus propias instituciones para administrar el territorio que controlaban: Juntas de Cataluña, Navarra, Aragón, Sigüenza y del País Vasco, esta última presidida por el general Vicente Quesada y que contaba con un vocal por cada una de las tres provincias.
Por otro lado, la formación de la Regencia fue recibida con entusiasmo por las cortes europeas, aunque no tanto por la francesa porque la Regencia había proclamado como objetivo la restauración del absolutismo, mientras que Francia seguía apostando por el establecimiento en España de un régimen de Carta Otorgada, como el suyo. Un representante de la Regencia, el conde de España, acudió al Congreso de Verona, mientras que el Gobierno español no fue invitado.

## El fin de la Regencia
Para hacer frente a la crítica situación que se estaba viviendo en la mitad norte de España se convocaron Cortes extraordinarias que se inauguraron el 7 de octubre de 1822. Allí se tomaron una serie de decisiones para frenar la ofensiva realista. Por su parte el gobierno liberal exaltado liderado por Evaristo San Miguel decretó en octubre de 1822 una quinta general extraordinaria destinada a reclutar 30 000 soldados y consiguió que las Cortes le autorizaran para reemplazar discrecionalmente a los jefes militares que considerara desafectos a la causa constitucional. También acordó el envío de tropas de refuerzo a Cataluña, Navarra y el País Vasco.
Las medidas militares adoptadas por las Cortes y por el Gobierno —que se sumaban a la declaración del estado de guerra en Cataluña el 23 de julio— dieron sus frutos y durante el otoño y el invierno de 1822-1823, tras una dura campaña que duró seis meses, los ejércitos constitucionales, uno de cuyos generales era el antiguo guerrillero Espoz y Mina, le dieron la vuelta a la situación y obligaron a los realistas de Cataluña, Navarra y País Vasco a huir a Francia (unos 12 000 hombres) y a los de Galicia, Castilla la Vieja, León y Extremadura a huir a Portugal (unos 2000 hombres). Entonces la Regencia no tuvo más remedio que abandonar Seo de Urgel el 15 de noviembre de 1822, cuyo sitio por el ejército de Espoz y Mina había empezado en octubre tras tomar Cervera el mes anterior—, y cruzar la frontera francesa.
Tras la derrota quedó claro que la única opción que quedaba era la intervención extranjera. El conde de Villèle, jefe del gobierno francés que había prestado un considerable apoyo a las partidas realistas, dirá: «los realistas españoles, ni que les ayuden otros gobiernos, no podrán hacer jamás la contrarrevolución en España sin el socorro de un ejército extranjero». Con esta declaración se daba el primer paso para la aprobación de la invasión de España por los Cien Mil Hijos de San Luis.